# Diocèse d'Arauca
Le diocèse d'Arauca (en latin : Dioecesis Araucensis ; en espagnol : Diócesis de Arauca) est un diocèse de l'Église catholique en Colombie, suffragant de l'archidiocèse de Nueva Pamplona.

## Territoire

Il comprend les 7 municipalités du département d'Arauca : Arauca, Arauquita, Cravo Norte, Fortul, Puerto Rondón, Saravena et Tame. Il comprend aussi les municipalités de Chita et Cubará du département de Boyacá, la municipalité de La Salina du département de Casanare et le district de Gibraltar de la municipalité de Toledo du département Norte de Santander ce qui correspond à un territoire de 23 505 km2 divisé en 28 paroisses.
Le siège épiscopal est dans la ville de Arauca où se trouve la cathédrale Sainte-Barbe dans laquelle repose le corps du bienheureux Jesús Emilio Jaramillo Monsalve, mort assassiné pendant la guerre civile colombienne.

## Historique
La préfecture apostolique d'Arauca est érigée le 26 mai 1915 par le décret de la congrégation pour les évêques prenant une partie du territoire du vicariat apostolique de Casanare.
Il cède du territoire le 15 juin 1945 pour l'érection de la préfecture apostolique de Labateca mais récupère son territoire lorsque la préfecture de Labateca est supprimée le 31 juillet 1956.
Le 11 novembre 1970, il devient un vicariat apostolique par la constitution apostolique Quoniam praecipuas du pape Paul VI. Il est ensuite élevé au rang de diocèse et nommé suffragant de l'archidiocèse de Nueva Pamplona le 19 juillet 1984 par la constitution apostolique Accuratissima Summis du pape Jean-Paul II.

## Préfets et évêques
préfets apostoliques
- Émile Larquère, C.M (janvier 1916 - 9 novembre 1923), nommé préfet apostolique de Tierradentro
- José María Potier, C.M (7 mai 1924 - 1950)
- Gratiniano Martínez, C.M (27 octobre 1950 - 1956)
- Luís Eduardo García Rodríguez, M.X.Y (31 juillet 1956 - 8 janvier 1970)

évêques
- Bienheureux Jesús Emilio Jaramillo Monsalve, M.X.Y (11 novembre 1970 - 2 octobre 1989)
- Rafael Arcadio Bernal Supelano, C.Ss.R (29 mars 1990 - 10 janvier 2003), nommé évêque de Líbano-Honda
- Carlos Germán Mesa Ruiz (20 mars 2003 - 2 février 2010), nommé évêque de Socorro et San Gil
- Jaime Muñoz Pedroza (22 octobre 2010 - 11 juillet 2018), nommé évêque de Girardot
- Jaime Cristóbal Abril González, depuis le 18 novembre 2019